# 沈芝華
沈芝華（英語：Sum Chi-wah，？—），香港女演員，活躍於1960年代。1965年，沈芝蘭與六位同樣自粵語片童星出身的女影星，包括馮素波、陳寶珠、蕭芳芳、薛家燕、王愛明及馮寶寶結拜為影壇七公主，其中沈芝華按年齡長幼順序排行第二，也是最早退出演藝事業的一位。其胞姐為粵語片演員沈月華，姨甥為香港歌手及演員蔡興麟。
她的作品有《迷人小鳥》、《金色聖誕夜》、《旺財嫂》、《青春玫瑰》等。沈芝華首次婚姻是嫁給國語片小生金川，婚後育有一子。離異後再婚，長年於美國居住。
2017年，沈芝華客串無綫電視劇集《燦爛的外母》，相隔五十多年再次跟薛家燕、馮素波等粵語片年代花旦合作演出。

## 演出作品

### 電影
| 影片名稱                      | 導演         | 角色            | 合演                                           |
| 1960年                        | 1960年       | 1960年          | 1960年                                         |
| ----------------------------- | ------------ | --------------- | ---------------------------------------------- |
| 《雙孝子月宮救母》            | 陳焯生       | 村童            | 鄧碧雲, 麥炳榮, 陳寶珠                         |
| 1961年                        |              |                 |                                                |
| 《無敵楊家將》                | 黃鶴聲       | 金麟太子        | 于素秋, 林家聲, 靚次伯, 半日安                 |
| 1962年                        |              |                 |                                                |
| 《大戰泗洲城》                | 黃鶴聲       | 分飾 悟空, 蝦精 | 林家聲, 文蘭, 梁醒波, 陳寶珠                   |
| 《火海勝字旗》                | 黃鶴聲       | 少芳            | 麥炳榮, 鳳凰女                                 |
| 《孫悟空鬧龍宮》              | 陳焯生       | 三太子          | 陳寶珠, 李香琴                                 |
| 1963年                        |              |                 |                                                |
| 《龍虎下江南(上集)》          | 康毅         |                 | 曹達華, 于素秋, 陳寶珠, 蕭芳芳                 |
| 《雷電天仙劍》                | 凌雲         | 馬錦雲          | 曹達華, 于素秋, 陳寶珠, 石堅                   |
| 1964年                        |              |                 |                                                |
| 《柳葉刀》                    | 胡鵬         | 柳一鶯          | 夏娃, 張活游, 胡楓                             |
| 《梁山伯與祝英台》 (國語電影) | 嚴俊         | 銀心            | 尤敏, 李麗華                                   |
| 《萬變飛狐》                  | 蔡昌, 蕭笙   | 上官琦          | 于素秋, 張英才, 李紅, 陳寶珠                   |
| 《龍虎震江南(上集)》          | 康毅         | 梅心美          | 陳寶珠, 于素秋, 曹達華                         |
| 《龍虎震江南(下集)》          | 康毅         | 梅心美          | 陳寶珠, 于素秋, 曹達華                         |
| 1965年                        |              |                 |                                                |
| 《一滴俠義血(上集)》          | 凌雲         | 朱碧            | 曹達華, 李湄, 鳳凰女, 關海山                   |
| 1966年                        |              |                 |                                                |
| 《播音王子》                  | 龍剛         | 謝淑儀          | 謝賢, 陳齊頌, 王偉                             |
| 《中原奇俠》                  | 蔡昌, 蕭笙   | 上官琦          | 于素秋, 李紅, 張英才, 陳寶珠                   |
| 1967年                        |              |                 |                                                |
| 《飛賊金絲貓》                | 蔣偉光       | 史珍妮          | 蕭芳芳, 胡楓, 石堅                             |
| 《七公主(上集)》              | 凌雲         | 呂世豪          | 馮素波, 陳寶珠, 蕭芳芳, 薛家燕, 王愛明, 馮寶寶 |
| 《七公主(下集)》              | 凌雲         | 呂世豪          | 馮素波, 陳寶珠, 蕭芳芳, 薛家燕, 王愛明, 馮寶寶 |
| 1968年                        |              |                 |                                                |
| 《藍鷹》                      | 王風         | 赫玫瑰          | 蕭芳芳, 鄭少秋, 夏萍, 石堅                     |
| 《青春玫瑰》                  | 蔣偉光       | 林金佩          | 陳寶珠, 胡楓                                   |
| 《方世玉三打木人巷》          | 馮志剛       | 李小環          | 馮寶寶, 鄭少秋, 容玉意, 石堅                   |
| 《樊梨花》                    | 馮志剛       | 薛應龍          | 陳寶珠, 羽佳, 譚蘭卿                           |
| 《血影紅燈》                  | 王風         | 夏侯婉          | 陳寶珠, 薛家燕, 張英才, 鄭少秋                 |
| 1969年                        |              |                 |                                                |
| 《銀刀血劍》                  | 王風         | 金燕子          | 馮寶寶, 鄭少秋, 石堅                           |
| 《名劍天驕》                  | 蕭笙, 羅基石 | 蘭花            | 李琳琳, 曾江, 陳齊頌, 秦沛                     |
| 《峨嵋霸刀》                  | 陳烈品       | 村姑—小蘭       | 蕭芳芳, 曾江, 石堅                             |
| 《小魔俠》                    | 陳烈品       | 梅鳳姬          | 馮寶寶, 江文聲                                 |
| 1970年                        |              |                 |                                                |
| 《小金剛》                    | 馮峯         | 于文芳          | 馮寶寶, 曾江, 薛家燕, 石堅                     |
| 《冰谷魔女》                  | 羅熾         |                 | 陳思思, 張冲                                   |
| 1972年                        |              |                 |                                                |
| 《天涯客》                    | 吳天池       |                 | 金童, 唐菁, 白鷹, 石堅                         |
| 1973年                        |              |                 |                                                |
| 《頂天立地》                  | 朱牧         |                 | 王青, 元秋, 成龍                               |

### 電視劇
- 2017年：《燦爛的外母》飾 表姨媽（無綫電視；客串）